# Contea di Fayette (Virginia Occidentale)
La contea di Fayette (in inglese Fayette County) è una contea dello Stato USA della Virginia Occidentale. Il nome le è stato dato in onore al marchese de La Fayette, che aiutò il generale George Washington nella guerra d'indipendenza americana. Al censimento del 2000 la popolazione era di 47 579 abitanti. Il suo capoluogo è Fayetteville.

## Storia
La Contea di Fayette venne costituita il 28 febbraio 1831.

## Geografia fisica
L'U.S. Census Bureau certifica che l'estensione della contea è di 1731 km², di cui 1720 km² composti da terra e i rimanenti 11 km² composti di acqua.

## Infrastrutture e trasporti

### Strade
- Interstate 64/Interstate 77
- U.S. Highway 19
- U.S. Highway 60
- West Virginia Route 16
- West Virginia Route 41
- West Virginia Route 61

## Contee confinanti
- Contea di Nicholas, Virginia Occidentale - nord
- Contea di Greenbrier, Virginia Occidentale - est
- Contea di Summers, Virginia Occidentale - sud-est
- Contea di Raleigh, Virginia Occidentale - sud
- Contea di Kanawha, Virginia Occidentale - ovest

## Città
| - Ansted - Fayetteville - Gauley Bridge - Meadow Bridge - Montgomery (parzialmente) | - Mount Hope - Oak Hill - Pax - Smithers (part) - Thurmond |